# Țareveț, Vrața
Țareveț (în bulgară Царевец) este un sat în comuna Mezdra, regiunea Vrața,  Bulgaria. 

## Demografie
Componența etnică a satului Țareveț
     Bulgari (97,9%)
     Nicio identificare (2,09%)
     Altele (0%)
La recensământul din 2011, populația satului Țareveț era de 382 locuitori. Din punct de vedere etnic, majoritatea locuitorilor (97,9%) erau bulgari. Pentru 2,09% din locuitori nu este cunoscută apartenența etnică.